# Stauros Geōrgiou
Stauros Geōrgiou (in greco Σταύρος Γεωργίου?, traslitterato anche Stavros Georgiou; Famagosta, 14 settembre 1972) è un ex calciatore cipriota, di ruolo centrocampista.

## Carriera

### Club
Ha giocato nella massima serie cipriota con Ethnikos Achnas e APOEL Nicosia.

### Nazionale
Ha esordito con la nazionale cipriota nel 2003, giocando 10 partite fino al 2005.